# Halitiarella
Halitiarella is een geslacht van neteldieren uit de familie van de Protiaridae.

## Soorten
- Halitiarella apicea Xu & Huang, 2004
- Halitiarella nudibulbus Xu, Huang & Guo, 2010
- Halitiarella ocellata Bouillon, 1980